# Breiðholt
Breiðholt (Isländisch Aussprache: [preiːðˌhɔl̥t]) ist ein südöstlicher Stadtbezirk der isländischen Stadt Reykjavík.  Es ist einer der größten Bezirke in Reykjavík mit rund 20.000 Einwohnern. Er hat die höchste Anzahl an im Ausland geborenen Einwohnern in Reykjavik.

## Gliederung
Er umfasst drei Stadtteile:
- Neðra-Breiðholt (Bakkar, Mjódd und Stekkir)
- Efra-Breiðholt (Hólar, Berg und Fell)
- Seljahverfi (Sel)

## Geschichte
Breiðholt war ursprünglich ein kleines Dorf. Vom Ende des Zweiten Weltkriegs bis 1960 wuchs die Bevölkerung von Reykjavik von 46.578 auf 72.270. Schlechtere Wohnverhältnisse waren ein großes Problem gewesen und hatten viele Familien gezwungen, in Kasernen zu leben, die die britischen und amerikanischen Armeen zurückgelassen hatten. 1965 war Breiðholt größtenteils eine Außengrenze zu den bewohnten Gebieten von Reykjavik.
In den 1960er Jahren erlebte Reykjavík ein großes Wachstum und 1962 begannen die Arbeiten zur Umsetzung von Zonenplänen für ganz Reykjavík, die bis 1983 andauerten. Der italienische Architekt Aldo Rossi war maßgeblich an der Entwicklung beteiligt. 
Aufgrund des Bevölkerungswachstums in den 1960er Jahren wurden 1966 für Hügel östlich der Stadt Entwicklungspläne für Breiðholt veröffentlicht, deren Idee es war, Einfamilienhäuser und preisgünstige Wohnhäuser miteinander zu vermischen.
Breiðholt wurde in drei kleinere Stadtteile aufgeteilt. Der erste Teil (unteres Breiðholt) entstand zwischen 1966 und 1973, der zweite Teil entstand 1980 und der dritte Teil im Jahr 1985. 1999 war Breiðholt mit 22.030 Einwohnern das bevölkerungsreichste Gebiet in Reykjavik, aber ab 2012 war die Bevölkerung auf 20.546 gesunken.
Der 2006 erschienene Film Children spielt hier und zeigt die Extreme, die in starkem Kontrast zur touristischen Darstellung von Reykjavík stehen.

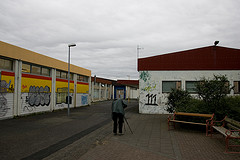

## Infrastruktur
Der Bezirk besitzt eine große internationale Schule sowie mehrere Colleges und andere Schulen. Außerdem gibt es ein Schwimmbad und auch die Landsbanki ist dort. Es gibt ein Filmstudio von SAMfilms Studios.

## Geografie
Es gibt den See Elliðavatn und im Osten den See Rauðavatn.